# Baihe.com
Baihe.com は、Baihe Network Company が運営する2005年に設立された中国のオンライン出会い系サービス。サービスの一部で Sesame Credit のデータを使用する。2015年12月、最大の競合社である jiayuan.com を吸収合併した。